# Ambejogai
Ambejogai es una ciudad y  municipio situada en el distrito de Beed en el estado de Maharashtra (India). Su población es de 73975 habitantes (2011). 

## Demografía
Según el censo de 2011 la población de Ambejogai era de 73795 habitantes, de los cuales 38026 eran hombres y 35949 eran mujeres. Ambejogai tiene una tasa media de alfabetización del 86,80%, superior a la media estatal del 82,34%: la alfabetización masculina es del 91,89%, y la alfabetización femenina del 81,47%.